# Сан-Пабло-Санта-Хуста
Сан-Пабло-Санта-Хуста (исп. San Pablo-Santa Justa) — один из одиннадцати административных районов, на которые подразделяется городской муниципалитет Севилья, находящийся в составе комарки Большая Севилья.

## Расположение
Район расположен в центральной части Севильи.
Граничит с:
- районами Серро-Амате и Нервьон — на юге;
- районом Эсте-Алькоса-Торребланка — на востоке;
- Северным районом и районом Макарена — на севере;
- районом Каско-Антигуо — на западе.

## Административное деление
Административно район Сан-Пабло-Санта-Хуста подразделяется на 12 микрорайонов (исп. barrios):
- (исп. Árbol Gordo);
- (исп. La Corza);
- (исп. Las Huertas);
- (исп. San Carlos-Tartessos);
- (исп. San José Obrero);
- (исп. El Fontanal-María Auxiliadora-Carretera de Carmona);
- (исп. Santa Clara);
- (исп. Zodiaco);
- (исп. San Pablo A y B);
- (исп. San Pablo C);
- (исп. San Pablo D y E);
- (исп. Huerta de Santa Teresa)[3][4].

## Население
По состоянию на:
- 1 января 2012 года население района составляло 62 921 человек (29 597 мужчин и 33 324 женщины);
- 1 января 2011 года — 63 376 человек (29 855 мужчин и 33 521 женщина)[2].